# Encyclopædia Iranica
Encyclopædia Iranica je međunarodni projekt američkog sveučilišta Columbia u New Yorku čiji je cilj stvaranje sveobuhvatne i mjerodavne enciklopedije na engleskom jeziku o povijesti, kulturi i civilizaciji iranskih naroda od prapovijesti do danas. 
Projekt je začet 1973. godine na inicijativu iranskog profesora Ehsana Jaršatera s prebivalištem u Sjedinjenim Državama. Enciklopedija je prvo izdanje doživjela 1982. godine, a do 2009. izdano je 15 svezaka u tvrdom uvezu od ukupno 45 planiranih. Domena enciklopedije nije ograničena na granice suvremenog Irana već obuhvaća i druge teritorije koji su danas ili kroz povijest bili naseljeni iranskim narodima. Ta područja u današnjem kontekstu obuhvaćaju i Afganistan, Tadžikistan, Anatoliju, Kurdistan i Kavkaz, a u povijesnom i Središnju Aziju, Mezopotamiju, sjever Indijskog potkontinenta, Istočnu Europu i zapadnu Kinu. 
Na projektu je doprinosilo najmanje 1200 akademski afirmiranih autora iz SAD-a, Europe, Irana i drugih država, a financirale su ga brojne znanstvene udruge kao što su American Council of Learned Societies, Union Académique Internationale, Iran Heritage Foundation, itd. Od 1996. godine Encyclopædia Iranica dostupna je i u zatvorenom nekomercijalnom internetskom obliku.

## Službene stranice
- (engl.) Glavna stranica Encyclopædia Iranice
- (engl.) O projektu Encyclopædia Iranice
- (engl.) Povijest Encyclopædia Iranice
- (engl.) Urednici Encyclopædia Iranice